# Xã Union, Quận Boone, Iowa
Xã Union (tiếng Anh: Union Township) là một xã thuộc quận Boone, tiểu bang Iowa, Hoa Kỳ. Năm 2010, dân số của xã này là 466 người.